# The Stroll/Tell Me That You Love Me
The Stroll/Tell Me That You Love Me è il quarto singolo di Adriano Celentano con Eraldo Volontè and His Rockers, pubblicato in Italia nel 1958. Fu l'ultimo disco inciso per la Music, una delle etichette di Walter Guertler, prima del passaggio alla Jolly, anch'essa di proprietà di Guertler.

## Descrizione
Come per le precedenti incisioni, anche in questo caso i due brani sono due successi statunitensi: in particolare Tell me that you love me, grande hit di Paul Anka del 1957.
Sul lato A, però, Celentano incise The stroll: questo brano, scritto da Clyde Otis e Nancy Lee (da un'idea del presentatore televisivo americano Dick Clark), era stato portato al successo, sempre nel 1957 dal gruppo The Diamonds ed aveva lanciato un omonimo ballo.
Come per i dischi precedenti, all'incisione di entrambe le canzoni partecipa il gruppo Eraldo Volontè & his Rockets: Volontè, scomparso nel 2003, è stato uno dei più noti jazzisti italiani, ma non disdegnava la musica leggera, suonando il suo sax come session man in moltissime incisioni realizzate specialmente per le varie etichette di Walter Guertler.
Il disco è stato pubblicato con copertina standard forata; i due brani non sono mai stati inclusi in nessun album, e con il tempo, date le scarse vendite al momento della pubblicazione e quindi le poche copie disponibili, è diventato uno dei dischi più richiesti nel mercato del collezionismo musicale.

## Tracce
Lato A
1. The Stroll (Clyde Otis)

Lato B
1. Tell Me That You Love Me (Paul Anka)